# Sarah Rijkes
Sarah Rijkes (Waidhofen an der Ybbs, 2 april 1991) is een voormalig wielrenster uit Oostenrijk.

## Carrière
Rijkes stond diverse keren op het podium tijdens het nationaal kampioenschap op de weg en in de tijdrit. In 2018 won ze het Oostenrijks kampioenschap wielrennen op de weg. Ze reed voor de Belgische wielerploegen Lotto Soudal Ladies, Lares-Waowdeals en Experza-Footlogix. Van 2019 tot 2021 kwam ze uit voor het Duitse Ceratizit-WNT en ze sloot haar carrière af in 2022 bij het Luxemburgse team Andy Schleck-CP NVST-Immo Losch.

## Privé
Haar vader is Nederlands en was zelf ook wielrenner. Rijkes woont in België en spreekt vloeiend Vlaams.

## Palmares
2008

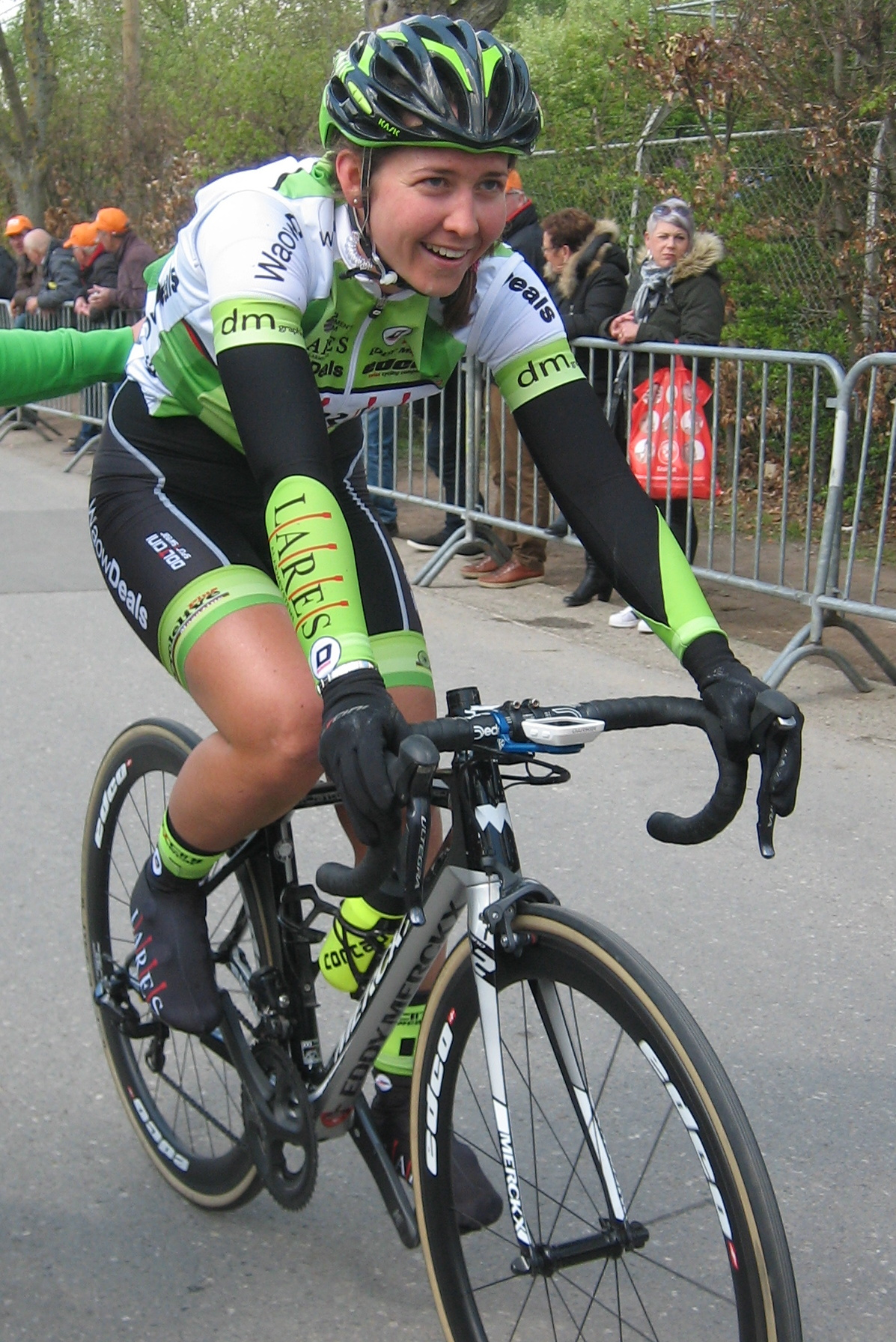
Rijkes na de finish van de Waalse Pijl 2017

 Oostenrijks kampioenschap tijdrijden, junior
2009
 Oostenrijks kampioenschap tijdrijden, junior
2011
 Oostenrijks kampioenschap tijdrijden, belofte
2012
 Oostenrijks kampioenschap tijdrijden, belofte
2016
 Oostenrijks kampioenschap op de weg, elite
2018
 Oostenrijks kampioen op de weg, elite
2019
 Oostenrijks kampioenschap tijdrijden, elite
2020
 Oostenrijks kampioenschap op de weg, elite

#### Resultaten in voornaamste wedstrijden
| Jaar | Gent-Wevelgem | Ronde van Vlaanderen | Parijs-Roubaix | Amstel Gold Race | Luik-Bast.‑Luik | Omloop Het Nieuwsblad | Dwars door Vlaanderen | Waalse Pijl |  | WK op de weg |
| ---- | ------------- | -------------------- | -------------- | ---------------- | --------------- | --------------------- | --------------------- | ----------- |  | ------------ |
| 2014 |               |                      |                |                  |                 | 58e                   |                       |             |  |              |
| 2015 |               |                      |                |                  |                 |                       |                       |             |  | opgave       |
| 2016 | opgave        | opgave               |                |                  |                 | opgave                |                       | 74e         |  | 63e          |
| 2017 | 86e           | opgave               |                |                  |                 | 77e                   | 59e                   | 101e        |  |              |
| 2018 | 82e           | opgave               |                |                  |                 | 44e                   | 57e                   | opgave      |  | 81e          |
| 2019 | 74e           | 56e                  |                | opgave           | 86e             |                       |                       |             |  |              |
| 2020 | 91e           | 69e                  |                |                  | opgave          |                       |                       | 69e         |  | 86e          |
| 2021 | opgave        |                      | buit.tijd      |                  |                 | 96e                   |                       | opgave      |  | 67e          |
| 2022 |               |                      |                |                  |                 |                       | opgave                |             |  |              |